# River Lions de Niagara
Maillots
Dernière mise à jour : 4 mai 2024.
Les River Lions de Niagara sont une équipe canadienne de basket-ball professionnel basée à Saint Catharines, en Ontario, qui participe à la Ligue élite canadienne de basketball. De 2015 à 2018, ils étaient membres de la Ligue nationale de basketball du Canada. Les River Lions jouent leurs matchs à domicile au Meridian Centre (en), au centre-ville de Saint Catharines.

## Histoire

### Naissance de l'équipe
En février 2014, le Niagara Basketball Group a lancé le processus de demande pour obtenir une équipe locale. Plus d’un an plus tard, la Ligue nationale de basketball du Canada (LNB) a annoncé qu’elle tiendrait une conférence de presse le matin du 8 avril 2015 concernant l’équipe d’expansion. Le groupe a également organisé un concours en ligne au cours duquel les supporters ont eu l’occasion de faire des suggestions sur le surnom de l’équipe. Le 14 mai 2015, la LNB  a tenu une réunion du Conseil de direction au cours de laquelle elle a approuvé et a confirmé que Niagara participerait à la saison 2015-2016. Lors d’une conférence de presse le 28 mai 2015, on a annoncé que l’équipe s’appellerait les « River Lions de Niagara », un surnom inspiré des armoiries de la région de Niagara, qui représentent le même animal. Ken Murray, un entraîneur qui a réussi dans le Sport interuniversitaire canadien (SIC), est sorti de sa retraite pour occuper le poste d’entraîneur-chef et directeur général (DG).

### Début dans la LNB (2015-2018)
Cependant, au cours de leur première saison en LNB, Ken Murray a été congédié de l’équipe le 20 février 2016 et a été remplacé par l’entraîneur adjoint Grâce Lokole. Lokole quittera son poste d’entraîneur-chef au cours de la saison suivante, le 11 mars 2017. Elle a été remplacée par l’entraîneur-chef local du Collège Niagara, Keith Vassell, par intérim, tandis que Lokole est demeuré adjoint. Joe Raso sera nommé entraîneur-chef pour la saison 2017-2018.

### Ligue élite canadienne de basketball (depuis 2019)
En 2017, le propriétaire des River Lions, Richard Petko, est devenu l’un des investisseurs d’une nouvelle ligue de basketball appelée Ligue élite canadienne de basketball (LECB). Le 8 juin 2018, les River Lions ont annoncé que la franchise avait déménagé à la LECB après trois saisons dans la Ligue nationale de basketball du Canada.
Lors de la saison 2021, il dispute la finale du championnat mais s'inclinent 65 à 101 face aux Stingers d'Edmonton.
Lors de la saison 2024, les River Lions remportent le titre face aux Bandits de Vancouver sur le score de 97 à 95.

## Palmarès
- Champion LECB : 2024
- Finaliste LECB : 2021

## Personnalités

### Joueurs emblématiques
- Khalil Ahmad
- Javin DeLaurier
- Tidjan Keita
- Stephen Maxwell

### Entraîneurs successifs
| Ligue | Saison    | Nom                        | Saison régulière | Saison régulière | Saison régulière | Playoffs     | Playoffs     | Playoffs     | Bilan     |
| Ligue | Saison    | Nom                        | Matchs           | Vict.            | Déf.             | Matchs       | Vict.        | Déf.         | Bilan     |
| ----- | --------- | -------------------------- | ---------------- | ---------------- | ---------------- | ------------ | ------------ | ------------ | --------- |
| LNB   | 2015-2016 | Ken Murray Grâce Lokole    | 40               | 16               | 24               | 3            | 0            | 3            | -         |
| LNB   | 2016-2017 | Grâce Lokole Keith Vassell | 40               | 14               | 26               | Non qualifié | Non qualifié | Non qualifié | -         |
| LNB   | 2017-2018 | Joe Raso                   | 40               | 17               | 23               | 4            | 1            | 3            | -         |
| LECB  | 2019      | Victor Raso                | 20               | 15               | 5                | 1            | 0            | 1            | -         |
| LECB  | 2020      | Victor Raso                | 6                | 2                | 4                | 1            | 0            | 1            | -         |
| LECB  | 2021      | Victor Raso                | 14               | 10               | 4                | 2            | 1            | 1            | Finaliste |
| LECB  | 2022      | Victor Raso                | 20               | 13               | 7                | 2            | 1            | 1            | -         |
| LECB  | 2023      | Victor Raso                | 20               | 13               | 7                | 1            | 0            | 1            | -         |
| LECB  | 2024      | Victor Raso                | 20               | 14               | 6                | 2            | 2            | 0            | Vainqueur |